# 조르조 아감벤
조르조 아감벤(이탈리아어: Giorgio Agamben, 1942년 4월 22일-)은 이탈리아의 철학자이다.

## 경력
프랑스 파리의 국제철학원Collège International de Philosophie(1986-92)과 마체라타(Macerata) 대학, 베로나(Verona) 대학을 거쳐 현재 2003년부터 베네치아 건축대학(IUAV) 디자인 예술 학과 교수로 재직하고 있다. 또한 Saas-Fee에 위치한 European Graduate School 철학 교수이기도 하다.
피에르 파올로 파솔리니 감독의 영화 《마태복음》에서 빌립의 역할을 맡기도 하였다.
마르틴 하이데거와 발터 베냐민으로부터 강한 영향을 받았다. 미학과 정치를 넘나들며 인간을 '말하는 동물'로 정의하기도 하였다.
카를 슈미트의 "예외상태" 이론을 토대로 로마시대의 호모 사케르(homo sacer)를 현대 정치를 비추어 쓴 "호모 사케르"로 주목받았다. 푸코는 '근대가 생정치를 낳았다'고 하였으나, 아감벤은 이에 반대하여 정치는 그 기원으로부터 생정치였다고 주장하였다. 아감벤에 의하면 로마시대의 특이한 수인(囚人)이었던 '호모 사케르'란 bios（사회적, 정치적 삶）을 박탈당하고 zoe（생물적 삶）밖에 가지지 못한 존재였다. 아감벤은 그러한 삶을 베냐민을 따라 "박탈의 삶"이라 하고 생정치는 이 "박탈의 삶"을 표적으로 하고 있다고 주장하였다.

## 저서 목록
- "내용 없는 인간"　L'uomo senza contenuto (1970)
- "방들"　Stanze (1977)
- "유아기와 역사"　Infanzia e storia (1978)
- "언어와 죽음"　Il linguaggio e la morte (1982)
- "산문의 이데아"　Idea della prosa (1985)
- "도래하는 공동체"　La comunita che viene (1990)
- "바틀비"　Bartleby (1993)
- "목적 없는 수단"　Mezzi senza fine (1995)
- "호모 사케르"　Homo Sacer (1995)
- "이탈리아 카테고리"　Categorie italiane (1996)
- "아우슈비츠의 남은 자들"　Quel che resta di Auschwitz (1998)
- "남겨진 시간"　Il tempo che resta. Un commento alla lettera ai Romani (2000)
- "열린 것"　L'aperto (2002)
- "예외상태"　Stato di eccezione (2003)
- "세속화 예찬"　Profanazioni (2005)
- "사고의 잠재력"　La Potenza del pensiero (2005)
- "왕국과 영광"　Il Regno e La GloriaLa (2007)

## 같이 보기
- 아욱토리타스
- 비상사태